# 江東六十四屯

台湾で発行されている中華民国地図。黒竜江省北部の黒河のアムール川対岸に突き出た黄色の部分が「江東六十四屯」である

江東六十四屯（こうとうろくじゅうしとん）は、かつてアムール川（黒竜江）の左岸（東側）に広がっていた広さ3,600平方キロメートルに及ぶ中国人居留区である。中国・黒竜江省黒河市の対岸にあるロシアの都市ブラゴヴェシチェンスク（海蘭泡）の南側（ゼヤ川より東）の一帯に64箇所の村落があったためこう呼ばれる。清朝とロシア帝国の間で1858年に締結されたアイグン条約では、清の領土だったアムール川左岸の外満洲はロシアに割譲されたが、黒河の対岸の「江東六十四屯」と呼ばれる地域には大勢の中国人居留民がいたため、アムール川左岸でもこの部分だけはロシア領ながら清の管理下に置かれることになった。

## アムール川（黒龍江）事件

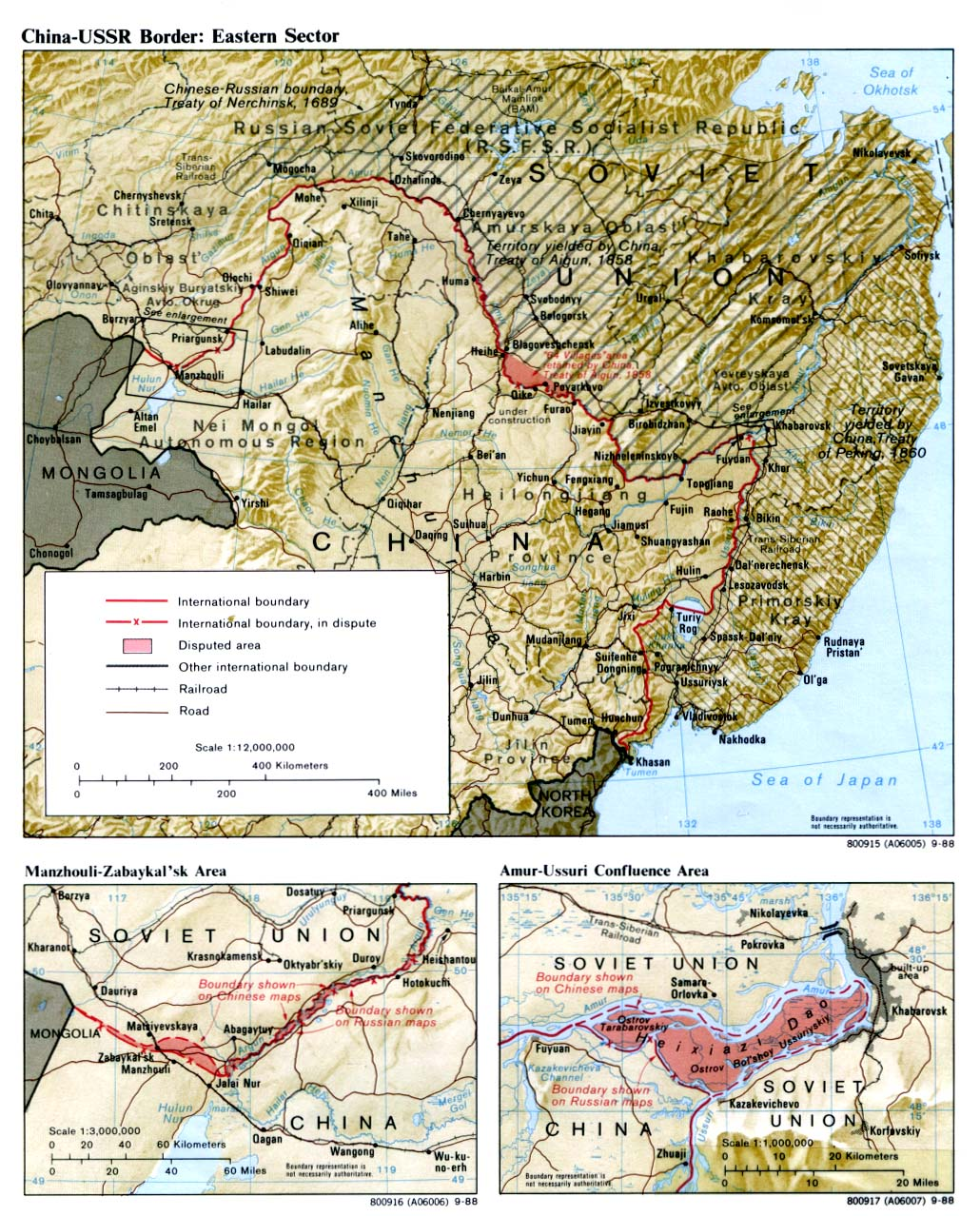
中国東北部とロシア極東部の国境地図。ブラゴヴェシチェンスク(海蘭泡)の南にある赤い色の地域が「江東六十四屯」

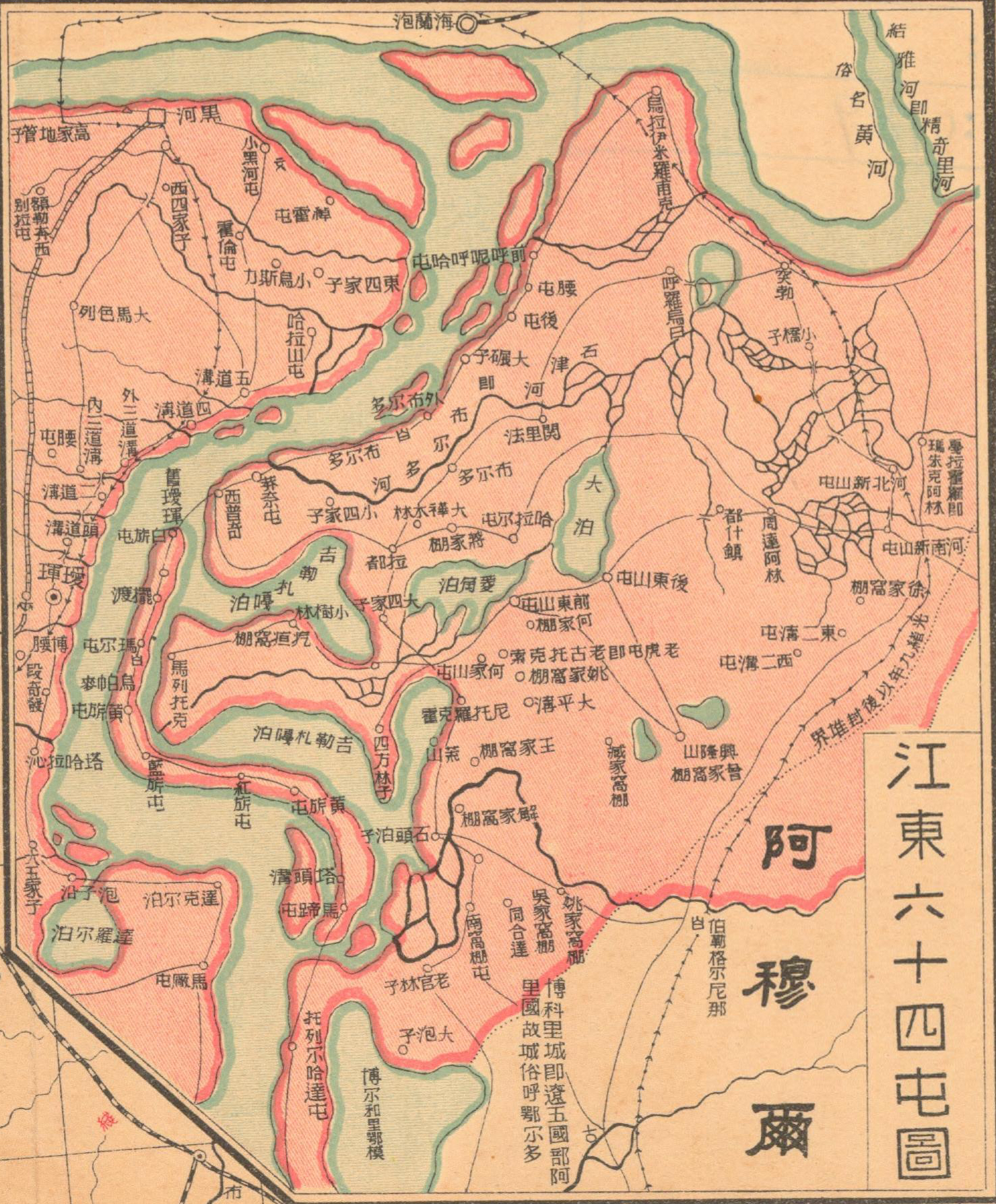
「江東六十四屯」の図

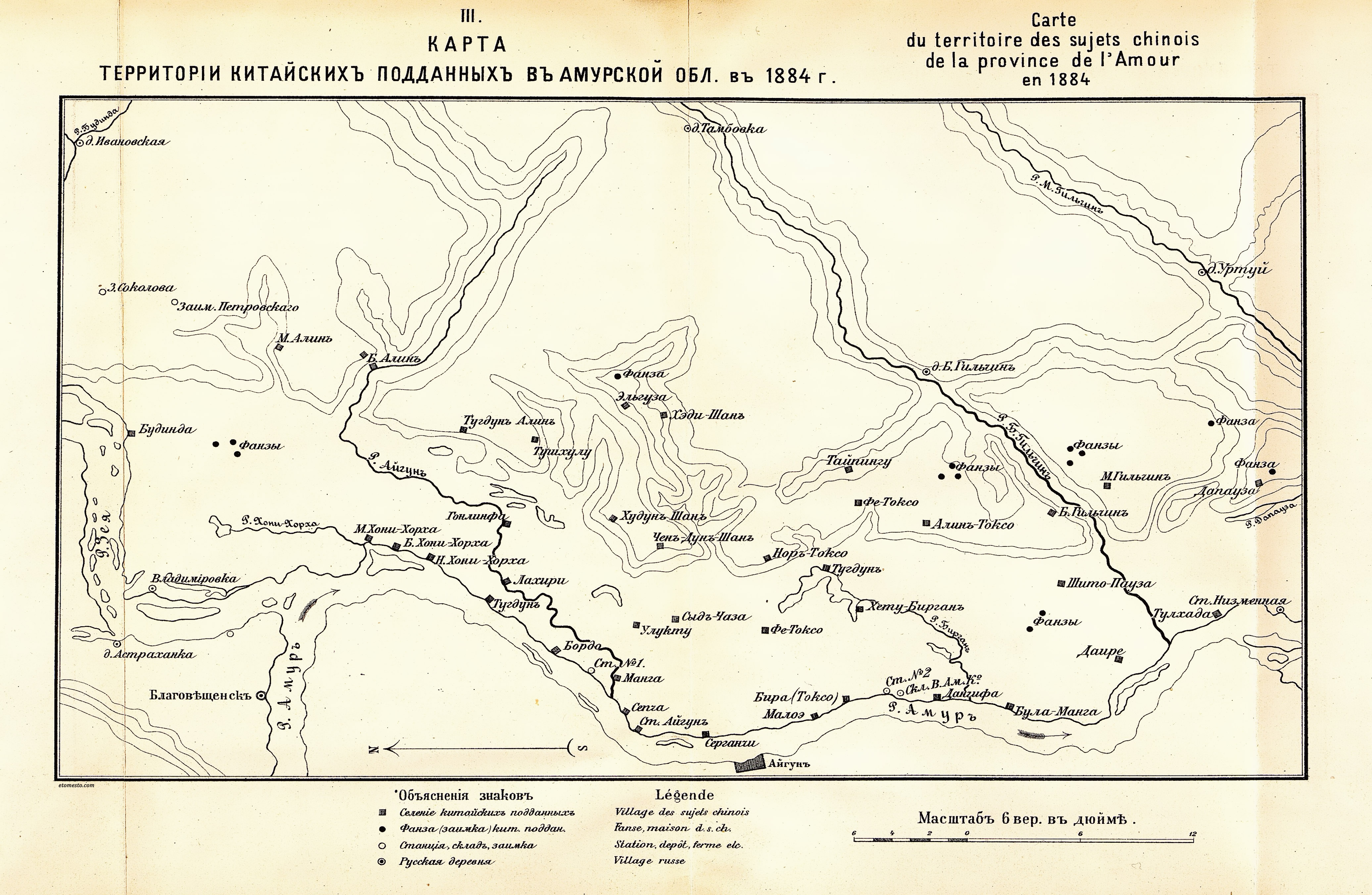
「江東六十四屯」の図

1900年（明治33年）、義和団の乱（中国側の呼称：庚子拳乱）が発生した際、義和団員の一部が黒龍江対岸のブラゴヴェシチェンスク（海蘭泡）（現ロシア・アムール州州都）を占領した。かねてから満洲全域への進出を計画していたロシアは、義和団と列強とを相手にしている清国側は満洲情勢に関わる余裕がないと考えた。
そこで、同年7月13日、ロシアの軍艦ミハイル (Михаил) 号は河上より銃撃を開始し戦端が開かれた。7月16日のブラゴヴェシチェンスク（海蘭泡）事件でコサック兵が混住する清国人約3,000名を同地から排除するために虐殺して奪還。さらに8月2日から3日にかけての黒龍江・璦琿事件では、義和団に対する報復として派兵されたロシア兵約2,000名が黒河鎮に渡河上陸し、清国人を虐殺。その結果、この時期に清国人約二万五千名がロシア兵に虐殺されてアムール川に投げ捨てられ、遺体が筏のように川を下って行ったという。
これらの事件によって江東六十四屯から清国人居留民は一掃され、清の支配は失われることとなる。
これらの事件と、これに続くロシアの東三省占領は、三国干渉以来高まっていた日本での対ロシア警戒感を一層高めることとなった。アムール川から南下の機会を狙うのは、世界最大のロシア陸軍。日本の世論は緊張し、反ロシア大集会が日本各地で開かれるに至った。ロシアは次に朝鮮を蹂躙して日本へ侵略してくるに違いない、というのが世論の見方であった。江東六十四屯の崩壊は『アムール川の流血や』という題名の旧制第一高等学校の寮歌にも歌われることとなった。

## その後の領土問題
中華民国の成立後、北洋軍閥や北京政府、国民政府も、ロシアの江東六十四屯占領の合法性を承認しない点では一致していた。以後中華人民共和国の時期も、ロシアの占領は合法的ではないとしながら問題を棚上げにしていた。
1991年以降、中国とロシアが長年の領土紛争に終止符を打つべくアムール川沿いの国境画定を行った際、江沢民総書記とボリス・エリツィン大統領による条約の中で、中華人民共和国は正式にこの地に対する主権を放棄すると承認した。
なお、現在も中華民国は法律上は江東六十四屯に対する主権をまだ放棄していない。中華民国の政府が認める地図の中には、この場所は今でも中国領として表示されている。

## 中国人民解放軍の「六場戦争（六つの戦争）」計画
2013年7月、中国政府の公式見解ではないとしながらも、中国の『中国新聞網』や『文匯報』などに、中国は2020年から2060年にかけて「六場戦争（六つの戦争）」を行うとする記事が掲載された。
この「六場戦争（六つの戦争）」計画によれば、中国は2020年から2025年にかけて台湾を取り返し、2028年から2030年にかけてベトナムとの戦争で南沙諸島を奪回し、2035年から2040年にかけて南チベット（アルナーチャル・プラデーシュ州）を手に入れるためインドと戦争を行い、2040年から2045年にかけて尖閣諸島と沖縄を日本から奪回し、2045年から2050年にかけて外蒙古（モンゴル国）を併合し、2055年から2060年にかけてロシア帝国が清朝から奪った160万平方キロメートルの土地（江東六十四屯、外満洲、パミール高原）を取り戻して国土を回復するという。
オーストラリア国立大学研究員のGeoff Wadeは、この記事について一部の急進主義者の個人的な見解にすぎないという意見があるが、中国の国営新聞も報道しており、中国政府の非常に高いレベルで承認されたものとみなすことができ、また中国の「失われた国土の回復」計画はすでに1938年から主張されていたと指摘している。
インドのシンクタンクであるセンター・フォー・ランド・ワーフェア・スタディーズ研究員のP.K.Chakravortyは、この記事では中国はインドのアッサム州やシッキム州で独立運動や反乱活動を扇動して、パキスタンへの武器供与によるカシミール攻略などが示唆されており、それらが失敗した後にインドとの全面戦争という段階が想定されているが、シッキム州の現状は中国の執拗な工作が行われているにもかかわらず安定しており、独立運動を扇動するのは困難であり、また中国がミャンマーを介して発生させたアッサム州の暴動はインド政府とミャンマー政府の交渉によって沈静化しているとしながら、2035年までにインド軍は近代化を推進して能力を向上する必要があると指摘した。